# La punta del iceberg
La punta del iceberg es una película española del género thriller estrenada el 25 de abril de 2016. Fue dirigida por David Cánovas y protagonizada en los papeles principales por Maribel Verdú, Carmelo Gómez, Fernando Cayo y Bárbara Goenaga.
Está basada en la obra teatral homónima del dramaturgo canario Antonio Tabares.
La película fue galardonada en el Festival internacional de Cine de Málaga con el premio SIGNIS otorgado por la Asociación Católica Mundial para la Comunicación.

## Sinopsis
Una gran empresa multinacional se ve sacudida por el suicidio de tres de sus empleados. Sofía Cuevas, alto cargo de la compañía, es la encargada de llevar a cabo un informe interno que trate de aclarar lo sucedido. En sus encuentros con los trabajadores irá descubriendo abusos de poder, mentiras encubiertas y un ambiente laboral enfermizo.

## Reparto
- Maribel Verdú como Sofía Cuevas.
- Carmelo Gómez como Alejandro García.
- Fernando Cayo como Carlos Fresno.
- Bárbara Goenaga como Gabriela Benassar.
- Jesús Castejón como Carmelo Luis.
- Carlo D'Ursi como Enzo Martelli.
- Juan Fernández como Ángel Torres.
- Álex García como Jaime Salas.
- Jorge Calvo como Víctor Santamaría.
- Ginés García Millán como Marcelo Miralles.
- Nieve de Medina como Susana Vergés.
- Oriol Vila como Arturo.
- Itziar Atienza como Ángela (Secretaria).
- Zoe Berriatúa como	Eduardo Rus.
- Fermín Fernández como Andrés Miró.
- Bibiana Marín como	Secretaria de Ángel Torres.
- Rosana Blanco como	Recepcionista.
- Miriam Madrid como	Empleada.
- Ibán Malo como Empleado.
- Marta Poveda como Empleada.
- Pedro Almagro como	Empleado.
- Paola Bontempi como Empleada.
- Jesús Blanco como Empleado.
- David Pinilla como	Empleado.
- María Miguel como	Empleada.
- Joaquín Oliván como Compañero #1.
- Víctor Huerta como Compañero #2.
- Pedro María Ortiz como Ramiro Acosta.